# David Perdue
David Perdue, właśc. David Alfred Perdue, Jr. (ur. 10 grudnia 1949 w Macon, Georgia) – amerykański polityk i przedsiębiorca. W 2015 roku został senatorem pochodzącym ze stanu Georgia. Perdue jest członkiem Partii Republikańskiej. W 2025 roku został powołany przez prezydenta USA Donalda Trumpa na stanowisko ambasadora Stanów Zjednoczonych w Chińskiej Republice Ludowej. 

## Życiorys
Perdue uzyskał dyplom z inżynierii przemysłowej i tytuł magistra w zakresie badań operacyjnych na Georgia Institute of Technology. Przed swoją aktywnością polityczną pełnił funkcję dyrektora generalnego w Dollar General. 
Życie prywatne
Perdue jest metodystą. Polityk jest kuzynem byłego gubernatora Georgii – Sonny'ego Purdue.